# VTV (Santa Rita)
A VTV é uma emissora de televisão brasileira sediada em Santa Rita, cidade do estado do Maranhão e é sintonizada no canal 20 UHF digital.
Apesar de ser afiliada à Record, retransmite toda a programação da TV Cidade (também afiliada à Record), e veicula a publicidade local de Santa Rita na programação local em que ela exibe.

## História
A VTV foi inaugurada oficialmente em 21 de março de 2011 no canal 9, como afiliada da Rede Record, tornando-se a primeira geradora de TV em Santa Rita. Até essa data, só recebia sinais de TVs através de retransmissoras vindas de São Luís por via da cidade de Rosário, já que sinais de emissoras de TVs vindos de São Luís pelo VHF eram fracos na cidade. A emissora foi inaugurada com objetivo de ampliar o sinal da TV Cidade (afiliada à Record) no canal 6 que era fraca, além de mostrar notícias de Santa Rita e cidades vizinhas (Rosário, Bacabeira e Itapecuru-Mirim), que totalizam 148.035 habitantes.
Com a inauguração da emissora, pôs o fim os anos de reclamações dos moradores no entorno do município de Santa Rita sobre a má qualidade do sinal analógico oferecida pela TV Cidade no canal 6, mas que passaram a terem duas afiliadas da Record na região, chegando a optar em utilizar antenas parabólicas durante a década de 2000.
O primeiro programa local estreou no mesmo dia que a emissora entrou no ar foi o telejornal Falando Sério, apresentado por César Roberto, de segunda à sexta ao meio-dia, com duração de meia hora. Com característica semelhante ao Balanço Geral da TV Cidade, é um formato de jornalístico exibindo além de reportagens de notícias, exibe investigações, prestações de serviços, ações sociais e denúncias com a participação popular. O restante da programação vem diretamente de São Luís através da TV Cidade, afiliada da Record. O próprio superintendente e dono da emissora, Fabiano Vieira da Silva, estreou nesse programa como entrevistado nesse dia de inauguração.
Em 27 de março, estreou na manhã a versão local do Balanço Geral, com duração de 4 horas.
Em maio, a sede da emissora foi alvo de dois atentados em espaço de uma semana. No primeiro atentado, a sede externa da emissora foi atingida por sacos contendo fezes e o segundo foi no dia 18, onde a sede da emissora foi invadida e jogado sangue, mas nada foi furtado. A suspeita recai em partidários do prefeito da cidade, devido a matérias exibidas, especialmente as que mostram problemas no município de Santa Rita nas áreas da saúde, educação, segurança, transporte, entre outros.
Em 25 de setembro, o Sistema VTV de Comunicação (formado pela VTV canal 9 e pela Rádio Santa Rita FM 106.3 MHz), promoveu no município de Santa Rita, o I Passeio Ciclístico com o tema: Com Respeito e Educação, o Trânsito tem Solução.
Em 2012, coincidindo um ano da VTV, o sinal analógico do canal 6 da TV Cidade que era muito fraco em Santa Rita e municípios em torno com raio de até 50 km que recebiam (desde que aumentou a potência em 2004), repentinamente deixou de ser sintonizado na região. A ausência do sinal analógico da TV Cidade coincidiu com a troca de transmissor do sinal digital, fazendo com que aumentasse a potência do sinal digital (de 2,5 kW para 10 kW), o que fez com que o sinal digital chegasse na cidade. O motivo é que a TV Cidade diminuiu a potência do transmissor do canal 6 analógico em favor da VTV no canal 9, já que existiam duas afiliadas da mesma rede na cidade e região entorno, porém o sinal do canal 9 era superior ao canal 6, já que a TV Cidade operará exclusivamente com sinal digital no futuro (o que aconteceu em 2018).
No entanto, esta medida atingiu muitos moradores dos municípios vizinhos e entorno de Santa Rita que passaram a não receberem dois canais (usados como alternativa se o sinal de algum dos canais 6 ou 9 ficarem ruins), como também na área da Baixada Maranhense que só viam o canal 6, que ambos passaram a reclamarem a qualidade de sinal analógico oferecida pela TV Cidade. Enquanto em áreas em que a VTV atua (no norte, oeste e leste), o sinal da TV Cidade ficou fraco e foram obrigados a optar o canal 9, mas quem morava na Baixada Maranhense onde a VTV ou alguma retransmissora que não atuam, o sinal do canal 6 simplesmente ficou fraco ou em alguns casos já desapareceu, tirando o direito dos moradores de assistir programas locais e da rede. Em razão disso, os moradores preferiram o canal 6 do que o canal 9.
Apesar disso, a TV Cidade deu opção ao sinal digital que teve seu sinal potente aumentado em 2012, mas como o sinal digital é uma tecnologia recente, a maioria dos moradores não tinha conversor ou televisor de tela plana (na época, a maioria dos televisores era de tubo). Por outro lado, por causa de acidentes geográficos (como morros e árvores), a VTV é captada em algumas áreas da ilha de São Luís em que só a TV Cidade pode atuar (mesmo estando a dezenas de quilômetros de Santa Rita). Os casos são que na cidade de São José de Ribamar conseguem sintonizar a VTV sem nenhum problema,e nos bairros mais altos como Cohatrac (em São Luís) e Maiobão (Paço do Lumiar) seu sinal melhora quando chove devido à propagação de curta duração, já que o canal 9 fica com muito chuvisco por estar entre as TVs São Luís (canal 8) e Mirante (canal 10).
Em 2014, recebeu consignação do Ministério das Comunicações para transmissão digital através do canal 36. No entanto, este canal é ocupado pela TV Cidade, pois a instalação no mesmo canal poderá provocar interferência no futuro e por causa disso, a emissora pediu a mudança de canal. Em 2018, com o desligamento de sinal digital em São Luís e região metropolitana, recebeu autorização para o canal 20 digital, o que supõe que futuramente a VTV seja sintonizada na capital maranhense e região.
Em 2019, foi revelado que a VTV Sistema de Comunicação (com sede em Santa Rita e controladora da emissora) faturou R$ 147.584,85 na cidade de Bacabeira durante o ano de 2018 com publicidade da prefeitura municipal sob gestão da prefeita Fernanda Gonçalo, com média mensal de R$ 12.300,00.
Em 20 de março de 2020, após permanecer 8 anos no telejornal VTV Notícias, o apresentador Alex Ramos deixa a emissora.

## Cobertura
- Santa Rita[1] (sede)

Demais sedes e os municípios
- Bacabeira[8]
- Itapecuru-Mirim[9]
- Rosário[10]